# Дончо Градев
Дончо Николов Градев е български професор, доктор на психологическите науки и социален психолог.

## Биография
Роден е на 3 януари 1948 г. в град Елена. През 1971 г. завършва философия със специализация по психология в Софийския университет. От 1977 г. е редовен асистент по социална психология. През 1982 г. защитава докторска дисертация, а от 1984 г. е доцент по социална психология. В периода 1990 – 1993 г. ръководи лаборатория за изследване на политическото поведение към Софийския университет. През 1991 г. става доктор на психологическите науки, а от следващата година е професор по социална психология. В два периода от 1995 до 1998 г. и 2008 – 2011 г. е председател на Комисията по обществени науки към Висшата атестационна комисия. Между 1996 и 2001 г. е президент на Българското психологическо дружество. Междувременно от 1999 до 2003 г. е ръководител на катедра „Социална, трудова и организационна психология“ в Софийския университет. От 2006 г. е ръководител на магистърска програма по Социална и юридическа психология. По-късно се пенсионира.

## Трудове
- Социалната адаптация на личността., Военно издателство, 1976.
- Земетресението и амплитудите на психиката. С., Партиздат, 1977. 183 с. (Съавт.: Георги Йолов, Иван Паспаланов, Ч. Кискинов, Крум Крумов).
- Третата възраст. Самочувствие, активност, жизнена позиция. С., Наука изкуство, 1982. 263 с. (Съавт.: Иван Паспаланов, Хайгануш Силгиджиян, В. Топалова, Здрава Иванова, Чавдар Кискинов, Крум Крумов, Георги Йолов).
- Промените в социалната психика., Изд. Наука и изкуство, 1983.
- Социалните роли на личността., Партиздат, 1984.
- Общуването: сътрудничество, дистанция, конфликтност., Военно издателство, 1986 (в съавторство с Георги Йолов).
- Събитията в жизнения път на личността., Изд. Наука и изкуство, 1987.
- Социална психология на масовото поведение., УИ „Св. Климент Охридски“, 1995, 2000.
- Психология на масите., Изд. Наука и изкуство, 2005.
- Стигма и личностна биография., Изд. Изток-Запад, 2010
- Критична социална психология, Изд. Изток-Запад, 2012
- Властта на малкия човек, Изд. Наука и изкуство, 2014